# Сорочкина
Сорочкина — деревня в Ишимском районе Тюменской области России. Входит в состав Пахомовского сельского поселения.

## История
До 1917 года входила в состав Жиляковской волости Ишимского уезда Тюменской губернии. По данным на 1926 год состояла из 43 хозяйств. В административном отношении входила в состав Пахомовского сельсовета Жиляковского района Ишимского округа Уральской области.

## Население
| 2010 |
| ---- |
| 115  |

По данным переписи 1926 года в деревне проживало 229 человек (111 мужчин и 118 женщин), в том числе: русские составляли 100 % населения.
Согласно результатам переписи 2002 года, в национальной структуре населения русские составляли 91 % из 76 чел.